# Julia Nunes
Pour les articles homonymes, voir Nunes.
 (mars 2020).
Si vous disposez d'ouvrages ou d'articles de référence ou si vous connaissez des sites web de qualité traitant du thème abordé ici, merci de compléter l'article en donnant les références utiles à sa vérifiabilité et en les liant à la section « Notes et références ».
Julia Nunes, née le 3 janvier 1989, est une chanteuse originaire de Fairport, New York. Elle a rencontré un grand succès sur Internet et en particulier sur le site YouTube où elle publie des vidéos de reprises de chansons ou des compositions personnelles.

## Biographie

### Enfance
Julia fait partie d'une famille de musiciens. Son père est pianiste et compose des chansons pour les enfants. Un de ses grands-pères était compositeur de musique portugaise tandis que l'autre était un pianiste de jazz. Julia a commencé à prendre des leçons de piano à l'âge de sept ans avant de se mettre à la guitare dès son adolescence. Elle a commencé à écrire des chansons à l'âge de 14 ans et se mit au ukulélé en 2005. On peut entre autres la voir jouer du mélodica.

### Vidéos Youtube
Nunes est connue grâce à sa contribution régulière à YouTube. Parmi ses vidéos, on retrouve aussi bien des chansons originales que des reprises de quelques-uns de ses groupes favoris tels que Say Anything, Spoon, les Beatles, les Beach Boys ou encore les Destiny's Child... Deux de ses propres chansons se sont retrouvées mises en avant sur la page d'accueil de Youtube. Son nom d'utilisateur est jaaaaaaa, inventé, selon elle, en utilisant la première et dernière lettre de son prénom, en maintenant enfoncée la lettre « a ».

### Albums
Son premier album Left Right Wrong est exclusivement composé de chansons originales et est sorti durant l'été 2007 sur son propre label. Les 12 chansons de l'album (10 enregistrées en studio, 2 en live) ne comportent pas d'arrangements comme elle le fait sur ses vidéos. La vidéo Into the Sunshine issue de ce CD a été vue plus de 1,8 million de fois sur Youtube.
Son second album, I Wrote These, est sorti le 15 octobre 2008 et cette fois encore ne contient que des chansons originales, excepté la numéro 12 Sugar Coats qui a été coécrite avec son ami musicien Kirk Stevens. Tout comme son premier album, I Wrote These a été publié sous le label Rude Butler Music et copyrighté par JuNu Music.
Le troisième album I Think You Know est produit par Jack Conte et Nataly Dawn du groupe Pomplamoose. Il sort sur iTunes le 2 février 2010. La même année, une partie de ses reprises publiées sur Youtube sont réunies dans l'album Youtube Covers sorti le 2 novembre.
Le 11 juin 2011, Nunes lance une campagne de financement participatif sur la plateforme Kickstarter pour son quatrième album. Son objectif était de 15 000 $ mais en moins de 24 heures, elle collecte plus de 19 000 $. À la fin de la campagne, le projet aura atteint 77 888 $. Le 6 décembre 2011 sont révélés la pochette et le titre de l'album Settle Down, qui sortira le 28 février 2012.
Le cinquième album Some Feelings est aussi l'objet d'un financement participatif. Après une campagne qui réunit 134 403 $ de la part de 3 258 donateurs, l'album sort le 25 septembre 2015. Elle effectuera une tournée aux États-Unis fin 2015 intitulée Living Room Tour.
Quatre ans après, le sixième album UGHWOW est de nouveau financé via Kickstarter est sort le 21 juin 2019.